# Blaps tenuicornis
Blaps tenuicornis – gatunek chrząszcza z rodziny czarnuchowatych i podrodziny Tenebrioninae.
Gatunek ten został opisany w 1847 roku przez Friedricha A. von Geblera.
Chrząszcz o ciele długości około 15 mm, grzbietowo-brzusznie spłaszczonym, w obrysie o bokach prawie równoległych. Ubarwiony jest ciemnobrązowo, ale nie prawie czarno. Odnóża ma grubsze niż B. rybalovi, o udach 2–3 razy szerszych niż golenie. Uda odnóży przedniej pary w części szczytowej są głęboko wykrojone po stronie wewnętrznej. W części nasadowej zewnętrznej strony pokryw pozbawiony jest wyraźnego żeberka. 
Owad palearktyczny, znany z Rosji.